# مثلث

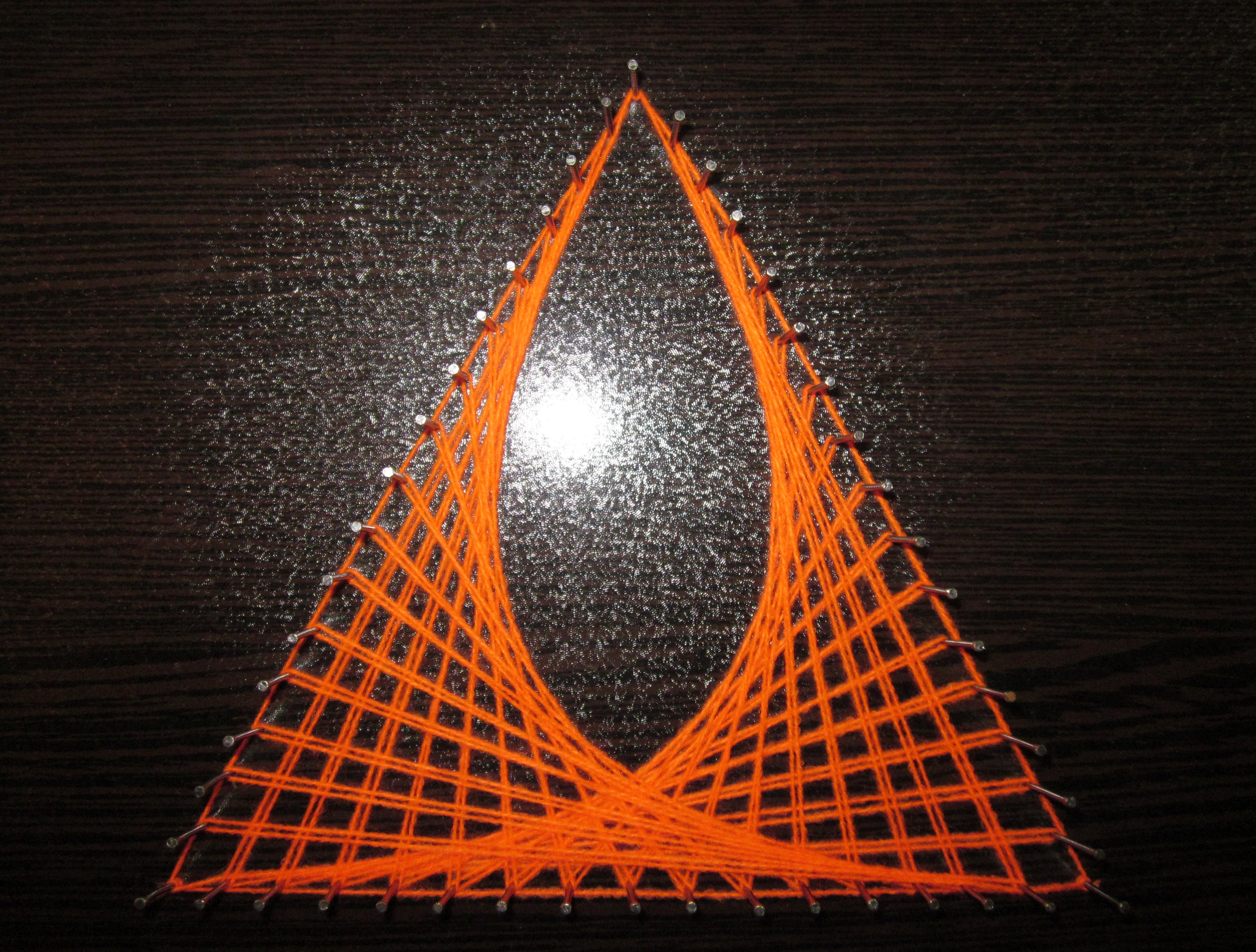
مثلثی که به وسیله میخ و کاموا بر روی چوب ساخته شده‌است.

مُثَلَّث یا سه‌گوشه یا سه‌گوش یا سه‌سو (در فارسی تاجیکی: سه‌کُنجه) یک چندضلعی با سه ضلع است.
مثلث شکلی مسطح است که از اتصال سه نقطه غیرهم‌خط در صفحه به وجود می‌آید. مثلث سه ضلع و سه زاویه (رأس) دارد. به بیان دیگر از برخورد سه خط راست به یک‌دیگر به‌طوری که اگر هر دو خط یک‌دیگر را قطع کنند، مثلث پدید می‌آید. در هندسهٔ اقلیدسی مجموع زوایای هر مثلث برابر ۱۸۰ درجه است.

## مساحت مثلث
مساحت یک مثلث برابر یک دوم طول یک ضلع، ضرب در طول ارتفاع وارد بر آن، یعنی فاصله رأس سوم تا خط شامل ضلع انتخاب‌شده، است. مساحت مثلث را از رابطه زیر به دست می‌آورند:
۲ ÷ (قاعده × ارتفاع) = مساحت مثلث
S =½bh
در رابطهٔ فوق S=مساحت، b=قاعده، و h=ارتفاع محسوب می‌شود. مساحت مثلث را با انتخاب هرکدام از ارتفاع‌های آن بیابیم، حاصل یک عدد یکسان خواهد بود.

## محیط مثلث
محیط مثلث را از رابطه زیر به دست می‌آورند:
مجموع سه ضلع = محیط مثلث
2P=a+c+b
در رابطهٔ فوق a اندازهٔ ضلع اول، c اندازهٔ ضلع دوم، b اندازهٔ ضلع سوم و 2P محیط است.

## مساحت هر نوع مثلث بدون دانستن ارتفاع
فرض می‌کنیم a و b و c اضلاع یک مثلث از هر نوع داده شده باشد (خواه قائم الزاویه - متساوی الساقین - مختلف الاضلاع)
فرمول زیر مساحت مثلث را بیان می‌کند:
{\displaystyle S={\sqrt {p(p-a)(p-b)(p-c)}}}
که در آن {\displaystyle p={\frac {a+b+c}{2}}}، نصف محیط مثلث است. این فرمول به فرمول هرون معروف است.
مرکز دایره محاطی محل برخورد نیمسازهای زوایای مثلث است.
با دانستن خصوصیات بعضی از خطوط مانند ارتفاع یا عمود منصف یا میانه می‌توانیم به نتایج جالبی دست پیدا کنیم. برخی از این نتایج را بیان می‌کنیم:
اگر بر سه ضلع مثلث خطوطی را عمود می‌کنیم به‌طوری‌که این خطوط اضلاع را نصف نمایند. (در واقع عمود منصف اضلاع را رسم کنیم) در این صورت محل برخورد این سه خط، مرکز دایره‌ای خواهد بود که مثلث را احاطه می‌کند. به این دایره، دایره محیطی گویند. این دایره طوری رسم می‌شود که از سه راس مثلث عبور کند.
طبق قضیه فیثاغورث اگر مرکز دایره محیطی روی یکی از اضلاع قرار گیرد آنگاه زاویه مقابل آن ضلع قائم خواهد بود. به عبارتی دیگر مثلث ما قائم الزاویه خواهد بود. اگر مرکز دایره درون مثلث باشد، مثلث ما یک مثلث حاده الزاویه خواهد بود و اگر بیرون مثلث باشد، مثلث از نوع منفرجه الزاویه خواهد بود.
ارتفاع مثلث خط راستی است که از یک راس مثلث عبور کرده و بر ضلع مقابل آن راس عمود می‌شود. ضلعی را که ارتفاع بر آن عمود است را قاعدهٔ مثلث گویند. طول ارتفاع، فاصله بین راس و قاعدهٔ نظیر ارتفاع است. اگر سه ارتفاع مثلث را رسم کنیم این سه ارتفاع همدیگر را در داخل مثلث قطع می‌کنند مگر در حالتی که مثلث، منفرجه الزاویه باشد.
محل برخورد نیمسازهای مثلث مرکز دایره محاطی است.

## نیمسازهای مثلث
نیمساز یک زاویه از مثلث خط راستی است که از یک راس مثلث گذشته و آن زاویه را به دو قسمت مساوی تقسیم کند.
اگر نیمسازهای سه زاویه مثلث را رسم کنیم این خطوط در نقطه‌ای درون مثلث همدیگر را قطع خواهند کرد. این نقطه مرکز دایره مُحاطی مثلث خواهد بود. این دایره درون مثلث قرار دارد به‌طوری‌که اضلاع مثلث، مُماس بر دایره هستند.

## میانه‌ها و مرکز ثقل مثلث
میانه یک مثلث خط راستی است که از راس مثلث گذشته و ضلع مقابل آن را به دو قسمت مساوی تقسیم می‌کند. سه میانهٔ مثلث یکدیگر را در نقطه‌ای به نام مرکز ثقل مثلث قطع می‌کنند. البته این نقطه مرکز ثقل مثلث نیز می‌باشد. همچنین این نقطه هر میانه مثلث را به نسبت ۱ به ۲ تقسیم می‌کند به‌طوری‌که فاصله میان راس مثلث تا این نقطه دو برابر فاصله این نقطه تا نقطه میانی ضلع مقابل راس است. فاصله یک راس تا مرکز ثقل برای یک مثلث متساوی الاضلاع برابر x=((√۳)/۳) ×d که در آن d اندازه ضلع مثلث متساوی الاضلاع می‌باشد.

## روابط بین ضلع‌های مثلث
در مثلث مجموع هر دو ضلع، بزرگتر از ضلع سوم است. در مثلث هر ضلع، بزرگتر از تفاضل بین دو ضلع دیگر است.

## روابط بین زوایای مثلث
مجموع زاویه‌های داخلی مثلث ۱۸۰ درجه است.
مجموع زاویه‌های خارجی مثلث ۳۶۰ درجه است.
هر زاویه خارجی برابر مجموع دو زاویه داخلی غیر مجاور آن است.
مجموع زوایای خارجی هر مثلث، دو برابر مجموع زوایای داخلی آن است.

## روابط بین ضلع‌ها و زوایای مثلث
در مثلث زاویه مقابل به ضلع بزرگتر از زاویه مقابل به ضلع کوچکتر بزرگتر است. ضلع مقابل به زاویه بزرگتر از ضلع مقابل به زاویه کوچکتر بزرگتر است. زوایای مقابل به اضلاع برابر، برابرند و برعکس. هر مثلث متساوی الساقین متقارن است. عمود از رأس به قاعده مثلث متساوی الساقین، قاعده و زاویه رأس آن را نصف می‌کند. زوایای قاعده مثلث متساوی الساقین برابرند.
در مثلث قائم الزاویه، زوایای حاده متمم‌اند. در مثلث قائم الزاویه متساوی الساقین، زوایای قاعده ۴۵ درجه‌اند.
در مثلث متساوی الاضلاع تمام زوایای داخلی برابر و اندازهٔ هر یک ۶۰ درجه است.
مثلث‌های متساوی الاضلاع سه محور تقارن دارند.
اگر یکی از زوایای مثلث قائم الزاویه‌ای ۳۰ درجه باشد، ضلع مقابل به آن نصف وتر است. sin

## مجموع اندازه زوایای مثلث
در هندسه اقلیدسی مجموع اندازه زوایای هر مثلث برابر ۱۸۰ درجه‌است. اما در هندسه کروی اینطور نیست.
علم مثلثات بر اساس روابط موجود در مثلث قائم الزاویه تعریف و در علوم مختلف مهندسی بکاربرده می‌شود.
{\displaystyle {\hat {A}}+{\hat {B}}+{\hat {C}}=180^{\circ }}
اثبات مجموع زوایای داخلی یک مثلث را با خطوط موازی مورب می‌توان یافت.
در تمامی مثلثات، اندازهٔ زاویهٔ خارجی یکی از رئوس مثلث، برابر است با اندازهٔ مجموع زوایای غیر مجاور با زاویهٔ آن راس.